# خولیان اسپرونی
خولیان اسپرونی (اسپانیایی: Julián Speroni‎؛ زادهٔ ۱۸ مهٔ ۱۹۷۹) بازیکن فوتبال اهل آرژانتین بود.
از باشگاه‌هایی که در آن بازی کرده‌است می‌توان به باشگاه فوتبال اتلتیکو پارانائنزه، باشگاه فوتبال اتلتیکو پلاتینزه، باشگاه فوتبال کریستال پالاس، و باشگاه فوتبال داندی اشاره کرد.
وی همچنین در تیم ملی فوتبال زیر ۲۰ سال آرژانتین بازی کرده‌است.